# إدوارد جي. باريت
إدوارد جي. باريت هو سياسي أمريكي، ولد في 10 مارس 1900، وتوفي في 4 أبريل 1977. نشط حزبياً في الحزب الديمقراطي. وقد انتخب Illinois Secretary of State ‏.